# Versace

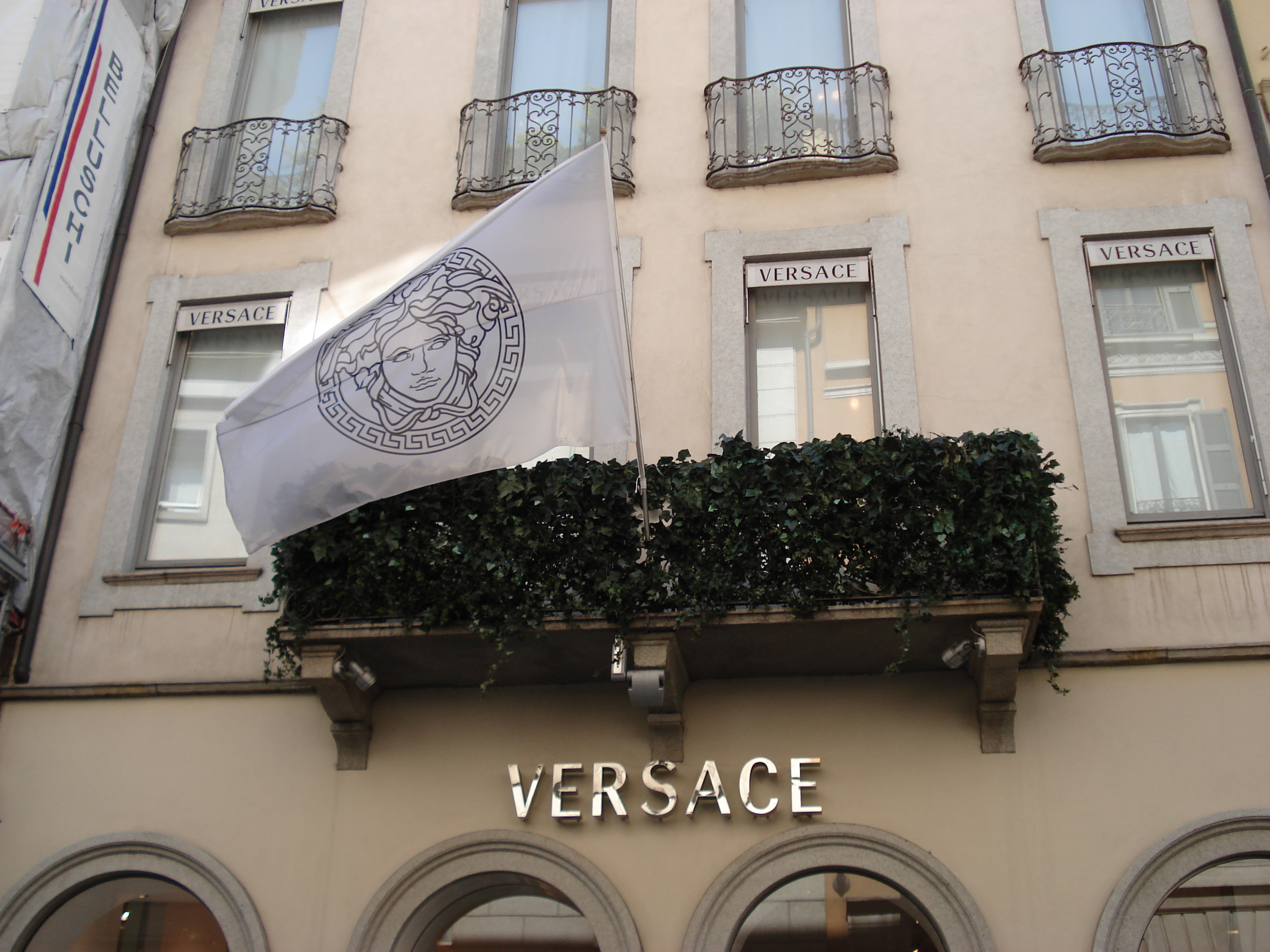
Butik i Rom med modehusets logotyp på flaggan.

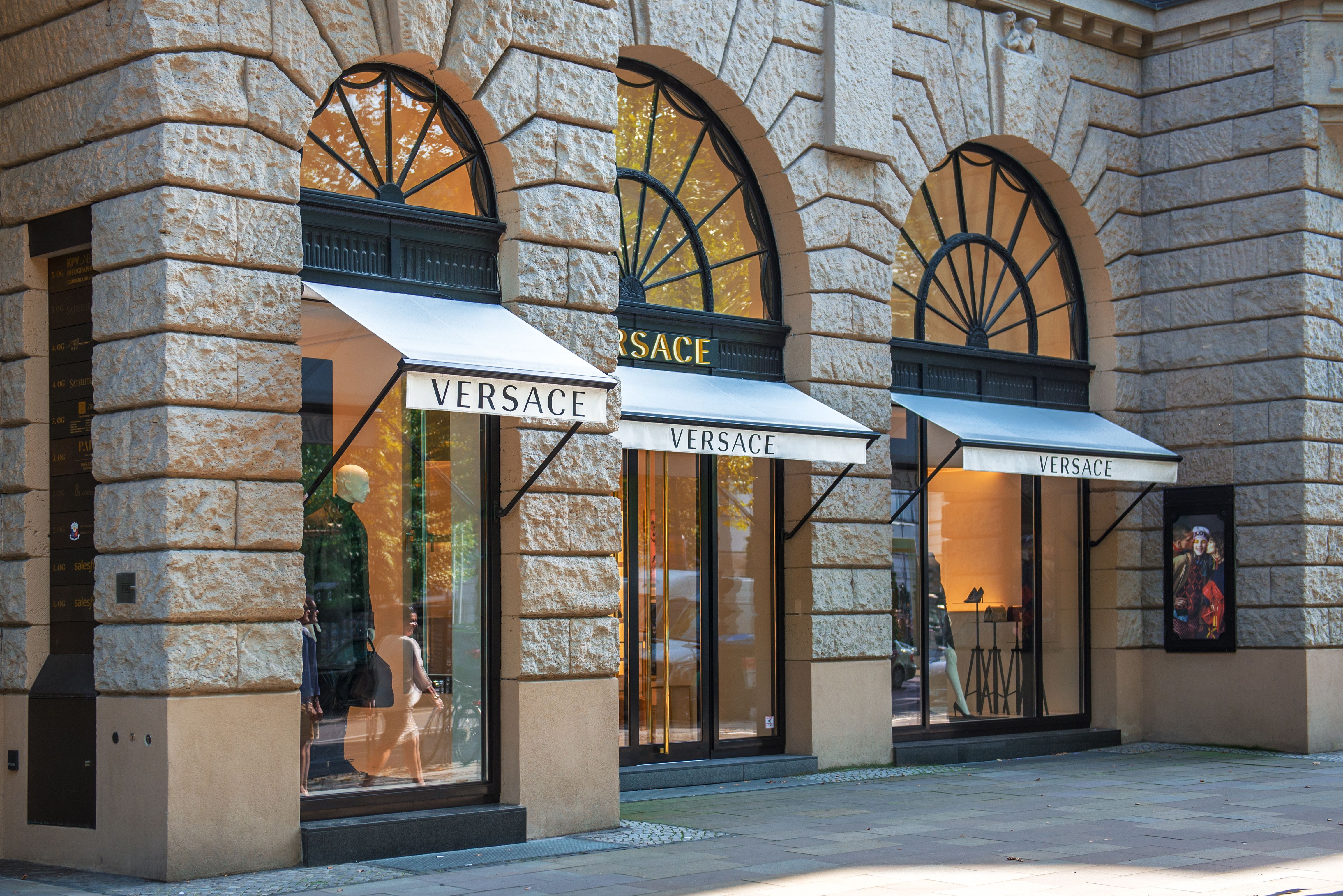
Butik i Berlin.

Gianni Versace S.p.A. (IPA: /ˈdʒanni verˈsaːʧe/), oftast kallat bara Versace, är ett italienskt modehus grundat 1978 av Gianni Versace. Versace tillverkar kläder, skor, parfymer, väskor och andra modeaccessoarer i lyxklass. Huvudsätet ligger i Milano, Italien.
Då Gianni Versace blev mördad i Florida 1997, gick företaget i arv till hans syster Donatella Versace och hennes dotter Allegra Versace och hans bror Santo Versace. Dessa ärvde 20% respektive 50% och 30%. Då Allegra endast var 12 år gammal när detta hände sköttes företaget främst av Donatella och Santo Versace.
År 2014 köptes 20% av Versace upp av investmentbolaget Blackstone. 2018 sålde Blackstone sina 20% och familjen Versace sina 80% av företaget till Michael Kors för 2,12 miljarder dollar (motsvarade cirka 18,6 miljarder svenska kronor) och Michael Kors Holdings, som efter köpet bytt namn till Capri Holdings, blev moderbolag till Versace. Familjen Versace blev aktieägare i Capri Holdings.